# Stapelia fuscopurpurea
Stapelia fuscopurpurea är en oleanderväxtart som beskrevs av Nicholas Edward Brown. Stapelia fuscopurpurea ingår i släktet Stapelia och familjen oleanderväxter. Inga underarter finns listade i Catalogue of Life.